# ديك وينسلو
ديك وينسلو Dick Winslow (ولد باسم ريتشارد وينسلو جونسون) (25 مارس 1915 - 7 فبراير 1991)، هو ممثل أفلام أمريكي، معظم أدواره كانت مساعدة.

## روابط خارجية
- ديك وينسلو في قاعدة بيانات الأفلام على الإنترنت